# Elezioni statali in Baviera del 2023
Le elezioni statali in Baviera del 2023 si sono tenute il giorno 8 ottobre per rinnovare i 205 membri del Landtag della Baviera, l’assemblea legislativa del Land..

## Risultati
| Partito | Partito                                     | Ideologia                 | Voti       | %     | +/- % | Seggi | +/- Seggi |
| ------- | ------------------------------------------- | ------------------------- | ---------- | ----- | ----- | ----- | --------- |
|         | Unione Cristiano-Sociale (CSU)              | Cristianesimo democratico | 5 059 142  | 37%   | 0,2%  | 85    | Stabile   |
|         | Liberi Elettori (FW)                        | Regionalismo              | 2 163 353  | 15,8% | 4,2%  | 37    | 10        |
|         | Alternativa per la Germania (AfD)           | Nazionalismo tedesco      | 1 999 924  | 14,6% | 4,4%  | 32    | 10        |
|         | Verdi (Grünen)                              | Ambientalismo             | 1 972 147  | 14,4% | 3,2%  | 32    | 6         |
|         | Partito Socialdemocratico di Germania (SPD) | Socialdemocrazia          | 1 140 585  | 8,4%  | 1,3%  | 17    | 5         |
|         | Partito Liberale Democratico (FDP)          | Liberalismo               | 413 595    | 3%    | 2,1%  | —     | 11        |
|         | Altri                                       | —                         | —          | —     | N.D.  | —     | Stabile   |
| Totale  | Totale                                      |                           | 12 748 746 | 100   |       | 205   |           |